# Wahlkreis Cremona (Camera dei deputati)
Der Wahlkreis Cremona war von 1993 bis 2005 und ist seit 2017 wieder ein Wahlkreis (italienisch collegio elettorale) für die Wahl der Abgeordnetenkammer.

## Von 1993 bis 2005

### Wahlkreisgebiet
Der Wahlkreis umfasste 35 Gemeinden: Bonemerse, Ca’ d’Andrea, Calvatone, Cappella de’ Picenardi, Casalmaggiore, Casteldidone, Cella Dati, Cingia de’ Botti, Cremona, Derovere, Drizzona, Gadesco-Pieve Delmona, Gerre de’ Caprioli, Gussola, Isola Dovarese, Malagnino, Martignana di Po, Motta Baluffi, Piadena, Pieve d’Olmi, Pieve San Giacomo, Rivarolo del Re ed Uniti, San Daniele Po, San Giovanni in Croce, San Martino del Lago, Scandolara Ravara, Solarolo Rainerio, Sospiro, Spineda, Stagno Lombardo, Tornata, Torre de’ Picenardi, Torricella del Pizzo, Vescovato und Voltido.

### Wahlergebnisse

#### Parlamentswahl 1994

##### Direktstimmen
| Kandidaten               | Kandidaten           | Parteien                                 | Stimmen | %    |
| ------------------------ | -------------------- | ---------------------------------------- | ------- | ---- |
|                          | Giacomo Galligewählt | Polo delle Libertà (FI – LN – CCD – UdC) | 43.968  | 44,8 |
|                          | Luigi Spedini        | Progressisti                             | 28.416  | 28,9 |
|                          | Paolo Emiliani       | Patto per l’Italia                       | 15.939  | 16,2 |
|                          | Giorgio Telò         | Alleanza Nazionale                       | 5.716   | 5,8  |
|                          | Luca Ferrari         | Lista Marco Pannella – Riformatori       | 4.147   | 4,2  |
| Gesamt                   | Gesamt               | Gesamt                                   | 98.186  | 100  |
|                          |                      |                                          |         |      |
| Ungültige Stimmen        | Ungültige Stimmen    | Ungültige Stimmen                        | 6.666   | 6,4  |
| Wähler                   | Wähler               | Wähler                                   | 104.852 | 93,5 |
| Wahlberechtigte          | Wahlberechtigte      | Wahlberechtigte                          | 112.188 |      |
|                          |                      |                                          |         |      |
| Quelle: Innenministerium |                      |                                          |         |      |

##### Listenstimmen
| Parteien                             | Parteien             | Parteien                           | Stimmen | %    |
| ------------------------------------ | -------------------- | ---------------------------------- | ------- | ---- |
|                                      | Polo delle Libertà   | Forza Italia                       | 25.333  | 25,5 |
| Lega Nord                            | Polo delle Libertà   | 15.791                             | 15,9    |      |
| ↳ Gesamt                             | Polo delle Libertà   | 41.124                             | 41,4    |      |
|                                      | Progressisti         | Partito Democratico della Sinistra | 18.479  | 18,6 |
| Partito della Rifondazione Comunista | Progressisti         | 7.759                              | 7,8     |      |
| Partito Socialista Italiano          | Progressisti         | 1.994                              | 2,0     |      |
| Alleanza Democratica                 | Progressisti         | 1.367                              | 1,4     |      |
| La Rete                              | Progressisti         | 767                                | 0,8     |      |
| ↳ Gesamt                             | Progressisti         | 30.366                             | 30,6    |      |
|                                      | Patto per l’Italia   | Partito Popolare Italiano          | 16.067  | 16,2 |
|                                      | Alleanza Nazionale   | Alleanza Nazionale                 | 5.256   | 5,3  |
|                                      | Lista Marco Pannella | Lista Marco Pannella               | 4.626   | 4,7  |
|                                      | Lega Alpina Lumbarda | Lega Alpina Lumbarda               | 1.957   | 2,0  |
| Gesamt                               | Gesamt               | Gesamt                             | 99.396  | 100  |
|                                      |                      |                                    |         |      |
| Ungültige Stimmen                    | Ungültige Stimmen    | Ungültige Stimmen                  | 5.452   | 5,2  |
| Wähler                               | Wähler               | Wähler                             | 104.848 | 93,5 |
| Wahlberechtigte                      | Wahlberechtigte      | Wahlberechtigte                    | 112.188 |      |
|                                      |                      |                                    |         |      |
| Quelle: Innenministerium             |                      |                                    |         |      |

#### Parlamentswahl 1996

##### Direktstimmen
| Kandidaten               | Kandidaten           | Parteien            | Stimmen | %    |
| ------------------------ | -------------------- | ------------------- | ------- | ---- |
|                          | Marco Pezzonigewählt | L’Ulivo             | 41.364  | 43,3 |
|                          | Carlo Grillo         | Polo per le Libertà | 34.318  | 35,9 |
|                          | Giovanni Robusti     | Lega Nord           | 19.845  | 20,8 |
| Gesamt                   | Gesamt               | Gesamt              | 95.527  | 100  |
|                          |                      |                     |         |      |
| Ungültige Stimmen        | Ungültige Stimmen    | Ungültige Stimmen   | 6.514   | 6,4  |
| Wähler                   | Wähler               | Wähler              | 102.041 | 91,4 |
| Wahlberechtigte          | Wahlberechtigte      | Wahlberechtigte     | 111.630 |      |
|                          |                      |                     |         |      |
| Quelle: Innenministerium |                      |                     |         |      |

##### Listenstimmen
| Parteien                                          | Parteien                             | Parteien                             | Stimmen | %    |
| ------------------------------------------------- | ------------------------------------ | ------------------------------------ | ------- | ---- |
|                                                   | L’Ulivo                              | Partito Democratico della Sinistra   | 18.984  | 19,7 |
| Popolari per Prodi (PPI – SVP – PRI – UD – Prodi) | L’Ulivo                              | 9.823                                | 10,2    |      |
| Rinnovamento Italiano                             | L’Ulivo                              | 4.425                                | 4,6     |      |
| Federazione dei Verdi                             | L’Ulivo                              | 2.142                                | 2,2     |      |
| ↳ Gesamt                                          | L’Ulivo                              | 35.374                               | 36,7    |      |
|                                                   | Polo per le Libertà                  | Forza Italia                         | 20.400  | 21,2 |
| Alleanza Nazionale                                | Polo per le Libertà                  | 9.348                                | 9,7     |      |
| CCD – CDU                                         | Polo per le Libertà                  | 5.006                                | 5,2     |      |
| ↳ Gesamt                                          | Polo per le Libertà                  | 34.754                               | 36,0    |      |
|                                                   | Lega Nord                            | Lega Nord                            | 17.744  | 18,4 |
|                                                   | Partito della Rifondazione Comunista | Partito della Rifondazione Comunista | 8.577   | 8,9  |
| Gesamt                                            | Gesamt                               | Gesamt                               | 96.449  | 100  |
|                                                   |                                      |                                      |         |      |
| Ungültige Stimmen                                 | Ungültige Stimmen                    | Ungültige Stimmen                    | 5.593   | 5,5  |
| Wähler                                            | Wähler                               | Wähler                               | 102.042 | 91,4 |
| Wahlberechtigte                                   | Wahlberechtigte                      | Wahlberechtigte                      | 111.630 |      |
|                                                   |                                      |                                      |         |      |
| Quelle: Innenministerium                          |                                      |                                      |         |      |

#### Parlamentswahl 2001

##### Direktstimmen
| Kandidaten               | Kandidaten                          | Parteien           | Stimmen | %    |
| ------------------------ | ----------------------------------- | ------------------ | ------- | ---- |
|                          | Antonio Giuseppe Maria Verrogewählt | Casa delle Libertà | 40.174  | 44,8 |
|                          | Giuseppe Tadioli                    | L’Ulivo            | 40.008  | 44,6 |
|                          | Franco Guarnieri                    | Lista Di Pietro    | 3.659   | 4,1  |
|                          | Fabio Favalli                       | Lista Emma Bonino  | 3.095   | 3,5  |
|                          | Giuseppe Trespidi                   | Democrazia Europea | 2.760   | 3,1  |
| Gesamt                   | Gesamt                              | Gesamt             | 89.696  | 100  |
|                          |                                     |                    |         |      |
| Ungültige Stimmen        | Ungültige Stimmen                   | Ungültige Stimmen  | 6.225   | 6,5  |
| Wähler                   | Wähler                              | Wähler             | 95.921  | 87,6 |
| Wahlberechtigte          | Wahlberechtigte                     | Wahlberechtigte    | 109.557 |      |
|                          |                                     |                    |         |      |
| Quelle: Innenministerium |                                     |                    |         |      |

##### Listenstimmen
| Parteien                               | Parteien                             | Parteien                             | Stimmen | %    |
| -------------------------------------- | ------------------------------------ | ------------------------------------ | ------- | ---- |
|                                        | Casa delle Libertà                   | Forza Italia                         | 25.954  | 28,8 |
| Alleanza Nazionale                     | Casa delle Libertà                   | 8.294                                | 9,2     |      |
| Lega Nord                              | Casa delle Libertà                   | 6.612                                | 7,3     |      |
| CCD – CDU                              | Casa delle Libertà                   | 3.347                                | 3,7     |      |
| ↳ Gesamt                               | Casa delle Libertà                   | 44.207                               | 49,1    |      |
|                                        | L’Ulivo                              | Democratici di Sinistra              | 16.496  | 18,3 |
| La Margherita (Dem – PPI – RI – Udeur) | L’Ulivo                              | 10.883                               | 12,1    |      |
| Partito dei Comunisti Italiani         | L’Ulivo                              | 1.913                                | 2,1     |      |
| Il Girasole (FdV – SDI)                | L’Ulivo                              | 1.793                                | 2,0     |      |
| ↳ Gesamt                               | L’Ulivo                              | 31.085                               | 34,5    |      |
|                                        | Partito della Rifondazione Comunista | Partito della Rifondazione Comunista | 6.459   | 7,2  |
|                                        | Lista Di Pietro                      | Lista Di Pietro                      | 3.758   | 4,2  |
|                                        | Lista Emma Bonino                    | Lista Emma Bonino                    | 2.474   | 2,7  |
|                                        | Democrazia Europea                   | Democrazia Europea                   | 1.816   | 2,0  |
|                                        | Paese Nuovo                          | Paese Nuovo                          | 144     | 0,2  |
|                                        | Abolizione Scorporo                  | Abolizione Scorporo                  | 82      | 0,1  |
| Gesamt                                 | Gesamt                               | Gesamt                               | 90.025  | 100  |
|                                        |                                      |                                      |         |      |
| Ungültige Stimmen                      | Ungültige Stimmen                    | Ungültige Stimmen                    | 5.895   | 6,1  |
| Wähler                                 | Wähler                               | Wähler                               | 95.920  | 87,6 |
| Wahlberechtigte                        | Wahlberechtigte                      | Wahlberechtigte                      | 109.557 |      |
|                                        |                                      |                                      |         |      |
| Quelle: Innenministerium               |                                      |                                      |         |      |

## Von 2017 bis 2020

### Wahlkreisgebiet
Der Wahlkreis umfasste Gemeinden: 

### Wahlergebnisse

#### Parlamentswahl 2018
| Kandidaten               | Kandidaten              | Stimmen | %    | Listen                                      | Stimmen | %    |
| ------------------------ | ----------------------- | ------- | ---- | ------------------------------------------- | ------- | ---- |
|                          | Silvana Comaroligewählt | 79.659  | 50,0 | Lega                                        | 49.567  | 31,1 |
| Forza Italia             | Silvana Comaroligewählt | 79.659  | 50,0 | 22.349                                      | 14,0    |      |
| Fratelli d’Italia        | Silvana Comaroligewählt | 79.659  | 50,0 | 6.451                                       | 4,0     |      |
| Noi con l’Italia – UDC   | Silvana Comaroligewählt | 79.659  | 50,0 | 1.292                                       | 0,8     |      |
|                          | Alessia Manfredini      | 37.352  | 23,4 | Partito Democratico                         | 32.411  | 20,3 |
| +Europa                  | Alessia Manfredini      | 37.352  | 23,4 | 3.752                                       | 2,4     |      |
| Italia Europa Insieme    | Alessia Manfredini      | 37.352  | 23,4 | 658                                         | 0,4     |      |
| Civica Popolare          | Alessia Manfredini      | 37.352  | 23,4 | 531                                         | 0,3     |      |
|                          | Christian Di Feo        | 32.508  | 20,4 | Movimento 5 Stelle                          | 32.508  | 20,4 |
|                          | Annamaria Abbate        | 4.246   | 2,7  | Liberi e Uguali                             | 4.246   | 2,7  |
|                          | Gianluca Galli          | 2.285   | 1,4  | CasaPound Italia                            | 2.285   | 1,4  |
|                          | Rocco Albano            | 1.244   | 0,8  | Potere al Popolo!                           | 1.244   | 0,8  |
|                          | Luca Alfredo Grossi     | 1.161   | 0,7  | Il Popolo della Famiglia                    | 1.161   | 0,7  |
|                          | Francesco Favalli       | 628     | 0,4  | Per una Sinistra Rivoluzionaria (SCR – PCL) | 628     | 0,4  |
|                          | Barbara Bruni           | 201     | 0,1  | Partito Repubblicano Italiano – ALA         | 201     | 0,1  |
| Gesamt                   | Gesamt                  | 159.284 | 100  |                                             | 159.284 | 100  |
|                          |                         |         |      |                                             |         |      |
| Ungültige Stimmen        | Ungültige Stimmen       | 4.906   | 3,0  |                                             |         |      |
| Wähler                   | Wähler                  | 164.190 | 77,8 |                                             |         |      |
| Wahlberechtigte          | Wahlberechtigte         | 210.990 |      |                                             |         |      |
|                          |                         |         |      |                                             |         |      |
| Quelle: Innenministerium |                         |         |      |                                             |         |      |

## Seit 2020

### Wahlkreisgebiet
| Wahlkreise – Camera dei deputati – Lombardei | Wahlkreise – Camera dei deputati – Lombardei | Wahlkreise – Camera dei deputati – Lombardei |
| Provinz                                      | Provinz                                      | Gemeinden nach Provinzen ⮞ Wahlkreis |
| -------------------------------------------- | -------------------------------------------- | --- |
|                                              | Metropolitanstadt Mailand (133 Gemeinden)    | ↳ Lombardei 1: Teil Mailands ⮞ Wahlkreis Mailand – Bande Nere Teil Mailands ⮞ Wahlkreis Mailand – Buenos Aires – Venezia Teil Mailands ⮞ Wahlkreis Mailand – Loreto 40 ⮞ Wahlkreis Rozzano 31 ⮞ Wahlkreis Legnano 33 ⮞ Wahlkreis Cologno Monzese 17 ⮞ Wahlkreis Sesto San Giovanni ↳ Lombardei 4: 11 ⮞ Wahlkreis Lodi |
|                                              | Provinz Bergamo (243 Gemeinden)              | ↳ Lombardei 2: 36 ⮞ Wahlkreis Lecco ↳ Lombardei 3: 117 ⮞ Wahlkreis Bergamo 90 ⮞ Wahlkreis Treviglio |
|                                              | Provinz Brescia (205 Gemeinden)              | ↳ Lombardei 3: 37 ⮞ Wahlkreis Brescia 46 ⮞ Wahlkreis Desenzano del Garda 112 ⮞ Wahlkreis Lumezzane ↳ Lombardei 4: 10 ⮞ Wahlkreis Cremona |
|                                              | Provinz Como (148 Gemeinden)                 | 66 ⮞ Wahlkreis Como 82 ⮞ Wahlkreis Sondrio |
|                                              | Provinz Cremona (113 Gemeinden)              | alle ⮞ Wahlkreis Cremona |
|                                              | Provinz Lecco (84 Gemeinden)                 | alle ⮞ Wahlkreis Lecco |
|                                              | Provinz Lodi (60 Gemeinden)                  | alle ⮞ Wahlkreis Lodi |
|                                              | Provinz Mantua (64 Gemeinden)                | alle ⮞ Wahlkreis Mantua |
|                                              | Provinz Monza und Brianza (55 Gemeinden)     | 30 ⮞ Wahlkreis Monza 25 ⮞ Wahlkreis Seregno |
|                                              | Provinz Pavia (186 Gemeinden)                | 157 ⮞ Wahlkreis Pavia 29 ⮞ Wahlkreis Lodi |
|                                              | Provinz Sondrio (77 Gemeinden)               | alle ⮞ Wahlkreis Sondrio |
|                                              | Provinz Varese (138 Gemeinden)               | 101 ⮞ Wahlkreis Varese 37 ⮞ Wahlkreis Busto Arsizio |

Der Wahlkreis umfasst 123 Gemeinden: 
- alle 113 Gemeinden der Provinz Cremona;
- 10 Gemeinden der Provinz Brescia.

### Wahlergebnisse

#### Parlamentswahl 2022
| Kandidaten                          | Kandidaten              | Stimmen | %    | Listen                                                  | Stimmen | %   |
| ----------------------------------- | ----------------------- | ------- | ---- | ------------------------------------------------------- | ------- | --- |
|                                     | Silvana Comaroligewählt | 112,701 | 0,1  | Fratelli d’Italia                                       | 64,263  | 0,0 |
| Lega per Salvini Premier            | Silvana Comaroligewählt | 112,701 | 0,1  | 31,157                                                  | 0,0     |     |
| Forza Italia                        | Silvana Comaroligewählt | 112,701 | 0,1  | 15,502                                                  | 0,0     |     |
| Noi Moderati                        | Silvana Comaroligewählt | 112,701 | 0,1  | 1,779                                                   | 0,0     |     |
|                                     | Giorgio Pagliari        | 808,42  | 0,4  | Partito Democratico – Italia Democratica e Progressista | 38,667  | 0,0 |
| Alleanza Verdi e Sinistra           | Giorgio Pagliari        | 808,42  | 0,4  | 5,68                                                    | 0,0     |     |
| +Europa                             | Giorgio Pagliari        | 808,42  | 0,4  | 5,073                                                   | 0,0     |     |
| Impegno Civico – Centro Democratico | Giorgio Pagliari        | 808,42  | 0,4  | 759                                                     | 0,4     |     |
|                                     | Gabriel Fomiatti        | 15,289  | 0,0  | Azione – Italia Viva                                    | 15,289  | 0,0 |
|                                     | Paola Tacchini          | 13,253  | 0,0  | Movimento 5 Stelle                                      | 13,253  | 0,0 |
|                                     | Paola Trombini          | 4,058   | 0,0  | Italexit per l’Italia                                   | 4,058   | 0,0 |
|                                     | Valentina Mozzi         | 2,297   | 0,0  | Unione Popolare                                         | 2,297   | 0,0 |
|                                     | Elena Maestri           | 2,02    | 0,0  | Italia Sovrana e Popolare                               | 2,02    | 0,0 |
|                                     | Paolo Casati            | 1,09    | 0,0  | Vita                                                    | 1,09    | 0,0 |
|                                     | Consuelo Nespoli        | 437     | 0,2  | Alternativa per l’Italia (PdF – Exit)                   | 437     | 0,2 |
|                                     | Massimiliano Brevini    | 170     | 0,1  | Free                                                    | 170     | 0,1 |
|                                     | Lina Altavilla          | 149     | 0,1  | Noi di Centro – Europeisti                              | 149     | 0,1 |
| Gesamt                              | Gesamt                  | 201.643 | 100  |                                                         | 201.643 | 100 |
|                                     |                         |         |      |                                                         |         |     |
| Ungültige Stimmen                   | Ungültige Stimmen       | 9.404   | 4,5  |                                                         |         |     |
| Wähler                              | Wähler                  | 211.047 | 71,8 |                                                         |         |     |
| Wahlberechtigte                     | Wahlberechtigte         | 293.926 |      |                                                         |         |     |
|                                     |                         |         |      |                                                         |         |     |
| Quelle: Innenministerium            |                         |         |      |                                                         |         |     |